# Juan José Calero
Juan José Calero Sierra (Medellín, Antioquia, Colombia; 5 de noviembre de 1998) es un futbolista Colombo-Mexicano. Se desempeña en la posición de Delantero y su equipo actual son los Venados F.C. de la Liga de Expansión MX
Es hijo del fallecido portero colombiano Miguel Calero.

## Trayectoria

### Pachuca
Es reconocido por ser el hijo del portero Miguel Calero, su padre le aconsejó que jugara como delantero, en sus inicios se fue a México donde jugaba su padre en el Pachuca. Debutó oficialmente el 24 de septiembre del 2015 entrando al minuto 84, demostrando rápidamente sus condiciones y juego vistoso.
Debutaría en la Liga Mexicana el 14 de noviembre jugando 16 minutos en la derrota 2-1 frente a Cruz Azul.

El 13 de agosto de 2016 anotaría sus primeros dos goles como profesional en tan solo diez minutos ayudando en la victoria 3 a 0 sobre Pumas UNAM, casualmente el último equipo que enfrentó su papá fue con el que hizo su debut goleador. El 26 de abril de 2017 se coronaría campeón de la Liga de Campeones de la Concacaf 2016-17 ganando el global 2 a 1 sobre Tigres UANL estando en el banco de suplentes.

### León
El 6 de junio de 2018 es confirmada su cesión por un año al León de la Primera División de México.

### Mineros de Zacatecas
Llega a los Mineros de Zacatecas como refuerzo (en forma de préstamo) para el Apertura 2019 del Ascenso MX tras su paso en el Pachuca y en el León.
Marcó su primer gol (y tercero en su carrera profesional) con los Mineros de Zacatecas en el partido contra los Potros UAEM al minuto 27' desde el manchón penal.

## Estadísticas
| Club                          | Div           | Temporada     | Liga  | Liga  | Copas nacionales | Copas nacionales | Torneos internacionales | Torneos internacionales | Total | Total | Media goleadora |
| Club                          | Div           | Temporada     | Part. | Goles | Part.            | Goles            | Part.                   | Goles                   | Part. | Goles | Media goleadora |
| ----------------------------- | ------------- | ------------- | ----- | ----- | ---------------- | ---------------- | ----------------------- | ----------------------- | ----- | ----- | --------------- |
| Pachuca · México              | 1.ª           | 2015-16       | 1     | 0     | 4                | 0                | 0                       | 0                       | 5     | 0     | 0,0             |
| Pachuca · México              | 1.ª           | 2016-17       | 16    | 2     | 0                | 0                | 3                       | 0                       | 19    | 2     | 0,12            |
| Pachuca · México              | 1.ª           | 2017-18       | 1     | 0     | 0                | 0                | 0                       | 0                       | 1     | 0     | 0,0             |
| Pachuca · México              | Total club    | Total club    | 18    | 2     | 4                | 0                | 3                       | 0                       | 25    | 2     | 0,09            |
| León · México                 | 1.ª           | 2018-19       | 10    | 0     | 9                | 0                | 0                       | 0                       | 19    | 0     | 0,0             |
| León · México                 | Total club    | Total club    | 10    | 0     | 9                | 0                | 0                       | 0                       | 19    | 0     | 0,00            |
| Mineros de Zacatecas · México | 2.ª           | 2019-20       | 9     | 1     | 1                | 0                | 0                       | 0                       | 10    | 1     | 0,0             |
| Mineros de Zacatecas · México | 2.ª           | 2020-21       | 34    | 12    | 0                | 0                | 0                       | 0                       | 34    | 12    | 0,44            |
| Mineros de Zacatecas · México | 2.ª           | 2021-22       | 5     | 2     | 0                | 0                | 0                       | 0                       | 5     | 2     | 0,04            |
| Mineros de Zacatecas · México | 2.ª           | 2023-24       | 17    | 4     | 0                | 0                | 0                       | 0                       | 17    | 4     | 0,23            |
| Mineros de Zacatecas · México | 2.ª           | 2024-25       | 32    | 4     | 0                | 0                | 0                       | 0                       | 32    | 4     | 0,12            |
| Mineros de Zacatecas · México | Total club    | Total club    | 97    | 23    | 1                | 0                | 0                       | 0                       | 98    | 23    | 0,27            |
| Gil Vicente F. C. Portugal    | 1.ª           | 2021-22       | 8     | 1     | 1                | 0                | 0                       | 0                       | 9     | 1     | 0,0             |
| Gil Vicente F. C. Portugal    | Total club    | Total club    | 8     | 1     | 1                | 0                | 0                       | 0                       | 9     | 1     | 0,0             |
| C. D. Nacional Portugal       | 2.ª           | 2022-23       | 7     | 0     | 1                | 0                | 0                       | 0                       | 8     | 0     | 0,0             |
| C. D. Nacional Portugal       | Total club    | Total club    | 7     | 0     | 1                | 0                | 0                       | 0                       | 8     | 0     | 0,0             |
| Sporting F. C. · Costa Rica   | 1.ª           | 2022-23       | 12    | 1     | 0                | 0                | 0                       | 0                       | 12    | 1     | 0,08            |
| Sporting F. C. · Costa Rica   | 1.ª           | 2023-24       | 10    | 1     | 1                | 0                | 0                       | 0                       | 11    | 1     | 0,09            |
| Sporting F. C. · Costa Rica   | Total club    | Total club    | 22    | 2     | 1                | 0                | 0                       | 0                       | 23    | 2     | 0,08            |
| Venados F. C. · México        | 2.ª           | 2025-26       | 0     | 0     | 0                | 0                | 0                       | 0                       | 0     | 0     | 0,0             |
| Venados F. C. · México        | Total club    | Total club    | 0     | 0     | 0                | 0                | 0                       | 0                       | 0     | 0     | 0,0             |
| Total carrera                 | Total carrera | Total carrera | 153   | 27    | 17               | 0                | 3                       | 0                       | 173   | 27    | 0,15            |

## Palmarés

### Campeonatos nacionales
| Título  | Equipo  | Sede   | Año  |
| ------- | ------- | ------ | ---- |
| Liga MX | Pachuca | México | 2016 |

### Campeonatos internacionales
| Título                           | Club    | Sede     | Año  |
| -------------------------------- | ------- | -------- | ---- |
| Liga de Campeones de la Concacaf | Pachuca | Concacaf | 2017 |